# Кліпмейкери (фільм)
«Кліпмейкери» (рос. «Клипмейкеры») — російська кінокомедія 2023 року режисера Григорія Константинопольського з Олександром Горчіліним, Олександром Кузнєцовим та Марією Шалаєвою в головних ролях. Фільм увійшов до конкурсної програми першого фестивалю авторського кіно «Зимовий». У широкий прокат фільм вийшов 5 січня 2023 року.

## Сюжет
Дія фільму розгортається з 1992 по 1999 рік, сюжет заснований на спогадах автора про ту пору. Однак «Кліпмейкери» — не точна реконструкція подій 90-х, а радше фантазія на тему життя і пригод московської богемної молоді того часу. Йдеться про режисерів-початківців, які знімають музичні відео для естрадних зірок і періодично вплутуються в різноманітні авантюри.

## Акторський склад
| Актор                | Роль                            |
| -------------------- | ------------------------------- |
| Олександр Горчілін   | Гріша Візантійський             |
| Олександр Кузнєцов   | Василь Коппола                  |
| Марія Шалаєва        | Тоня Водкіна                    |
| Володимир Епіфанцев  | бандит, помічник депутата Бобер |
| Роза Хайрулліна      | бабуся Армена                   |
| Крістіна Веденєєва   | Геля                            |
| Данило Газізуллін    | Охлостанов                      |
| Іван Макаревич       | Ганя                            |
| Стася Венкова        | Настя                           |
| Олександр Молочніков | Єнісей                          |